# Reußisches Ehrenkreuz

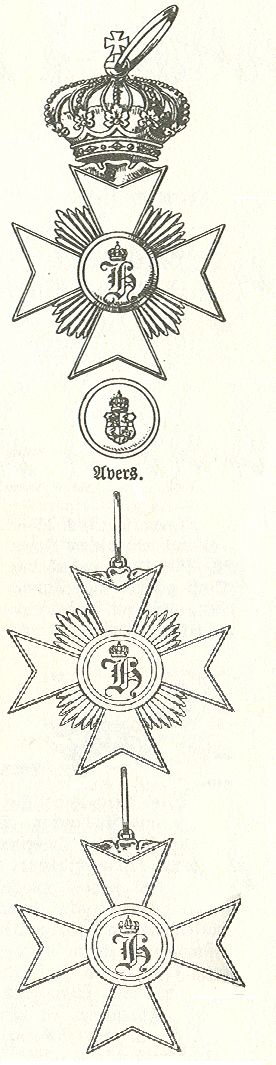
Reußisches Ehrenkreuz

Das Fürstlich Reußische Ehrenkreuz war ein Verdienstorden des Fürstentums Reuß jüngerer Linie. Nach der Übernahme der Regentschaft des Fürstentums Reuß älterer Linie durch Heinrich XIV. jüngere Linie, wurde der Orden im Jahre 1902 als Hausorden des Fürstenhauses Reuß auf das ganze Fürstentum Reuß ausgedehnt.

## Geschichte
Am 24. Mai 1869 stiftete Fürst Heinrich XIV. Reuß jüngere Linie das Fürstlich Reußische Ehrenkreuz. Der Orden wurde für besonders treue Verdienste und als Anerkennung ausgezeichneter Leistungen vergeben. Er besaß ursprünglich drei Klassen und konnte an In- und Ausländer verliehen werden. 1885 wurden die Statuten um eine Klasse erweitert und 1897 noch eine Goldene Verdienstmedaille gestiftet.
1902 übernahm Heinrich XIV. auch die Regentschaft für den nicht regierungsfähigen Thronerben Heinrich XXIV. des Fürstentums Reuß ältere Linie und erweiterte den Orden für das gesamte Fürstentum Reuß. Heinrich XXVII. ergänzte 1909 noch silberne und goldene gekreuzte Schwerter und fügte dem Ordenszeichen eine Krone als besondere Auszeichnung hinzu. Gleichzeitig wurde ein Offizierskreuz gestiftet, das ebenfalls mit Krone und Schwertern verliehen werden konnte. 1915, während des Ersten Weltkrieges, stiftete Heinrich XXVII. auch noch das Kriegsband, das für vaterländische Verdienste im Krieg verliehen werden konnte, ohne dass der Ausgezeichnete an der Front war.

## Dekoration
Das Ordenszeichen besteht aus einem goldbordierten, weißemaillierten, achtspitzigen Kreuz mit Strahlen von poliertem Gold in den Winkeln. Das von einem goldenen Reif umgebene schwarzemaillierte Medaillon zeigt im Avers das Wappen des Hauses Reuß und im Revers ein von einer Krone überhöhtes H (für Heinrich als Stifter).
Die I. und II. Klasse unterscheiden sich nur in der Größe. Die I. Klasse konnte mit einer Krone über dem Kreuz als besondere Auszeichnung verliehen werden. Die III. Klasse hat statt der weißen Email und der goldenen Ränder und Strahlen Silber. Die IV. Klasse hat keine Strahlen.
Die Verdienstmedaille trägt auf dem Avers innerhalb eines Eichenlaubkranzes die Inschrift Für Verdienst und auf dem Revers den Namenszug H. Sämtliche Kreuze und Medaillen wurden an einem amarantrotem Band getragen. Der Orden der I. Klasse wurde um den Hals, alle übrigen auf der linken Brust oder im Knopfloch getragen.
Mit dem ab 1915 geschaffenen Kriegsband existierten 38 unterschiedliche Dekorationen für diesen Orden.